# Диваки (телесеріал)
Диваки (англ. Jackass) — американський телевізійний серіал, що транслювався на телеканалі «MTV» протягом 2000—2002 років. Характеризується як екстремально-гумористичне реаліті-шоу, де здійснюються різного роду креативні, небезпечні, грубі, насмішкуваті трюки та розіграші. Шоу стало стартовим майданчиком для акторської кар'єри Джонні Ноксвілла та Бема Марджери.
Починаючи з 2002 року, партнер «MTV» кінокомпанія «Paramount Pictures» випустила чотири повнометражні фільми, які продовжили ідею серіалу після його показу на телебаченні. Шоу стало одним з найпопулярніших на MTV.
У 2008 році «Диваки» зайняли в журналі «Entertainment Weekly» 68 місце в списку шоу за останні 25 років.

## Учасники та актори

### Основні актори
- Джонні Ноксвілл
- Кріс Понтіус
- Стів-О
- Престон Лейсі
- Джейсон Акунья
- Бем Марджера
- Дейв Інгленд
- Ерен Макгіхі
- Брендон Дикамілло
- Луміс Фолл

### Другорядні актори
- Стефані Хоудж
- Рейкі Йон
- Кріс Рааб
- Філ Марджера
- Ейпріл Марджера
- Джесс Марджера
- Вінсент «Дон Віто» Марджера
- Менні П'юіг
- Кріс Ніратко
- Ерік Костон

### Колишні актори
- Райан Данн †

## Команда
- Джефф Тремейн — творець, режисер
- Спайк Джонз — творець
- Дмитро Єляшкевич — продюсер, оператор
- Рік Косик — головний оператор
- Нейт Голтн — оператор
- Грег «Гуч» Масао Ігуті — оператор
- Шон Клівер — продюсер

## Запрошені знаменитості
- Тоні Гок — професійний скейтбордист.
- Мет Гоффман — професійний bmx-райдер.
- Бред Пітт — американський кіноактор.
- Шакіл О'Ніл — американський баскетболіст.
- Puff Daddy — американський репер.
- Квінтон Джексон — американський боєць MMA.
- Вілле Вало — фронтмен гурту HIM.
- Брітні Спірс — американська поп-співачка.